# Zakopané
Zakopané (polsky Zakopane) je město v jižním Polsku v Malopolském vojvodství, správní sídlo okresu Tatry. Město bývá přezdívané zimním hlavním městem Polska, nachází se na úpatí Tater. V roce 2024 zde žilo 25 100 obyvatel.

## Poloha
Město leží v údolí mezi Vysokými Tatrami a horou Gubałówka. Je nejdůležitějším polským střediskem horské turistiky a lyžování a ročně ho navštíví kolem tří milionů turistů. Zakopané je nejvýše položené město v Polsku, jsou v něm výškové rozdíly až 1000 metrů. Je zde kabinová lanovka na Kasprov vrch (z městské části Kuźnice), lanovka na Gubalówku  a sedačková lanovka na Butorowy Wierch.
Centrum města se nachází kolem křížení ulic Krupówki a Kościuszki. V centru města je známý hřbitov – Krupówki.

## Historie
Nejstarší dokumenty zmiňující Zakopané pocházejí ze 17. století, kde se mluví o místě s názvem Zakopisko. Pozdější vývoj města je spojený s rozmachem dolování a hutnictví a později s nárůstem turistického zájmu. Okolí Zakopaného je od raného středověku osídleno polskou etnografickou skupinou Podhalanů (Górale podhalańscy).
V březnu 1940 se ve městě na jeden týden setkali zástupci NKVD a gestapa, aby koordinovali postup při potlačování polského odboje.

## Sport
V Zakopaném se nachází areál pro skoky na lyžích, město hostilo mistrovství světa v severském lyžování v letech 1929, 1939 a 1962.

## Osobnosti města
- Jan Kasprowicz (1860–1926), básník, dramatik, literární kritik a překladatel
- Jerzy Żuławski (1874–1915), spisovatel, lyrik a dramatik
- Karol Szymanowski (1882–1937), hudební skladatel
- Kornel Makuszyński (1884–1953), spisovatel, dramatik a divadelní kritik
- Stanisław Ignacy Witkiewicz (1885–1939), dramatik, malíř, autor antiutopických románů
- Kamil Stoch (* 1987), polský skokan na lyžích

## Partnerská města
- Bansko, Bulharsko
- Barlioche, Argentina
- Poprad, Slovensko, 1993
- Polonezköy, Turecko
- Saint-Dié-des-Vosges, Francie, 1990
- Siegen, Německo, 1989
- Sopoty, Polsko, 1993
- Stryj, Ukrajina 2004
- Vysoké Tatry, Slovensko, 2003

## Panorama

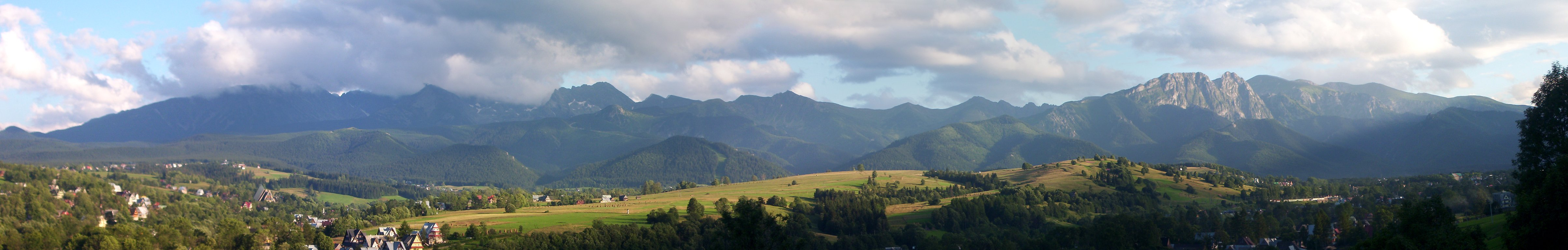
Panorama Zakopaného